# 窄唇綱
窄唇綱（學名：Stenolaemata），又名狹唇綱，是外肛動物門下的一個綱。其下共有7個目，其中除了環口目外其他目皆已絕滅。現生種約600多種，如管孔虫、栉苔虫等。
本綱物種全為海生、固著生活，具有堅固的碳酸鈣外骨骼，因而非常利於其形成化石。

## 演化史
窄唇綱苔蘚蟲最早出現於古生代奧陶紀，並迅速發生演化輻射，形態和物種多樣性達到高峰，是奧陶紀生物大輻射中的重要組分和體現。窄唇綱在古生代時期為非常重要的造礁生物，變口目、隱口目及窗格目尤為繁盛，在部分地區形成了非常豐富的苔蘚蟲石灰岩。但其物種數量在之後的二疊紀－三疊紀滅絕事件期間大幅減少，除環口目外的其他目在侏羅紀開始前便完全滅絕。侏羅紀時期環口目苔蘚蟲發生多樣化，成為中生代晚期最豐富的苔蘚蟲類群。白堊紀末滅絕事件後，環口目大量減少，與此同時裸唇綱的櫛口目和唇口目苔蘚蟲發生了多樣化，取代了環口目成為苔蘚蟲的優勢類群。不過如今環口目仍然是海洋生態系統的重要生物組分。